# Tshela (territoire)
Pour les articles homonymes, voir Tshela (homonymie).
Tshela (ou Tsiela ou encore Tsiela-Mbanga) est un territoire de la province du Kongo central en république démocratique du Congo.

## Communes
Le territoire compte 1 commune rurale de moins de 80 000 électeurs.
- Tshela, (7 conseillers municipaux)

## Secteurs
Le territoire de Tshela est organisé en 8 secteurs, 79 groupements et 1226 villages. 
- Secteur Bula-Naku, constitué de 7 groupements : Bula, Dizi, Kasadi, Kingulu, Madinga, Mbinga-Dungu et Samba.
- Secteur Loango,  constitué de 20 groupements : Bangula, Biabu, Khami-Lelo, Khele-Nluzi, Kimbenza, Kinganda, Kiolo, Kivutu-Kinanga, Luangu-Ndukula, Luangu-Nzadi, Mbala-Mvumu, Mvoze, Phuka, Seke, Tuidi-Lingala, Tuidi-Nsundi, Tuidi-Nzambi, Vaku-Nluzi, Vaku-Nzebo, Zunku Vuku.
- Secteur Lubolo, constitué de 7 groupements : Kasamvu, Kikamba, Mbemba, Niali, Ntene, Pfuku, Singini,
- Secteur Lubuzi, constitué de 7 groupements : Khele, Kimongo, Kithadi, Kivunda, Kizu, Ntombo-Yanga, Yanga.
- Secteur Maduda, constitué de 7 groupements : Kai-Mbaku, Kimbidi, Kiobo-Ngoyi, Maduda, Mbenza-Masola, Nlundu, Tsanga-Ngoma.
- Secteur Mbanga, constitué de 16 groupements : Kifuma, Kimuela, Kinkonzi, Kiphesi, Lele-Nsundi, Lubuzi, Luvu, Maba, Manianga, Mbanga, Mbenza-Nzita, Ngunda-Ngunda, Niolo, Nkondo-Mayeka, Tumba, Vinda.
- Secteur Nganda-Tsundi, constitué de 7 groupements : Kikhokolo, Mbuku-Dungu, Mbutu-Pholo, Miyingu, Nganda-Tsundi, Phalanga, Tsungi-Nzambi,
- Secteur Nzobe-Luzi, constitué de 8 groupements : Bas-Kuimba, Haut-Kuimba, Kai-Nzobe, Mbuku-Nzobe, Nama-Tsanga, Ndingi, Tembe, Tsanga-Nord.

## Population
La population du territoire compte deux tribus principales appartenant à l'ethnie Bakongo : Bayombe et Basundi.

## Personnalités
- Joseph Kasa-Vubu, premier président de la République démocratique du Congo est né à Kinkuma-Dizi, dans le secteur de Bula-Naku du Territoire de Tshela.
- Roger Buangi Puati (né en 1957), écrivain et théologien congolais
- PUATI DI MUAKA Mayina Nkosa (né en 1969), originaire de Nzobe-Luzi (Nama-Tsanga), territoire de Tshela, politologue (Unilu) et licence en Travail social (Haute école du travail social, Genève), Assistant social Etat de Vaud (Suisse).